# Alocao
Alocao és una cançó de la cantant catalana Bad Gyal i el madrileny Omar Montes. Va ser llançada com a senzill per Universal Music Group el 24 d'octubre de 2019. La cançó va debutar en el número u a Espanya, convertint-se en el primer número 1 de Montes i de Bad Gyal a l'estat espanyol.

## Recepció crítica
Shaad D'Souza, de The Fader, va descriure el tema com "una nova i ardent col·laboració" i va destacar la "destresa de Bad Gyal per cantar". Skope, de Skopemag, va considerar que la cançó era "una bellesa impulsada pel ritme que és alhora irresistiblement sexy i esquinçadorament malenconiosa amb poderosos fils d'anhel i desig".

## Videoclip
El videoclip es va estrenar el 24 d'octubre del 2019 i va ser dirigit per Fabricio Jiménez. Va ser rodat a Girona. Mostra les cantants ballant íntimament entre elles i presenta preses d'una mansió i un Lamborghini. Es veu Bad Gyal amb diferents estils de cabell, tant ros com taronja.

## Llistes
| Llista (2019)        | Màxima posició |
| -------------------- | -------------- |
| Espanya (PROMUSICAE) | 1              |

| Llista (2019)        | Posició |
| -------------------- | ------- |
| Espanya (PROMUSICAE) | 34      |

| Llista (2020)        | Posició |
| -------------------- | ------- |
| Espanya (PROMUSICAE) | 20      |

## Certificacions
| Regió                | Certificació | Unitats venudes |
| -------------------- | ------------ | --------------- |
| Espanya (PROMUSICAE) | 5x Platí     | 200.000         |